# جمال‌الدین بن نجار
ابراهیم بن سلیمان قُرشی، مجوّدِ دمشقی شهرت‌یافته به جمال‌الدین بن نجّار (۱۱۹۴ - ۱۲۵۳م) ادیب و شاعر شامی در سدهٔ هفتم هجری بود.